# Генду-Кола
Генду-Кола (перс. هندوكلا) — село в Ірані, у дегестані Дашт-е Сар, у бахші Дабудашт, шагрестані Амоль остану Мазендеран. За даними перепису 2006 року, його населення становило 1457 осіб, що проживали у складі 391 сім'ї.

## Клімат
Середня річна температура становить 16,96 °C, середня максимальна – 31,13 °C, а середня мінімальна – 3,76 °C. Середня річна кількість опадів – 858 мм.
| Клімат поселення                              | Клімат поселення | Клімат поселення | Клімат поселення | Клімат поселення | Клімат поселення | Клімат поселення | Клімат поселення | Клімат поселення | Клімат поселення | Клімат поселення | Клімат поселення | Клімат поселення | Клімат поселення |
| Показник                                      | Січ.             | Лют.             | Бер.             | Квіт.            | Трав.            | Черв.            | Лип.             | Серп.            | Вер.             | Жовт.            | Лист.            | Груд.            |                  |
| Середній максимум, °C                         | 10,89            | 11,40            | 14,14            | 20,13            | 24,00            | 27,41            | 30,97            | 31,13            | 28,54            | 23,70            | 18,33            | 14,03            |                  |
| Середня температура, °C                       | 7,32             | 7,85             | 10,58            | 16,56            | 20,44            | 23,84            | 26,00            | 26,16            | 23,57            | 18,77            | 13,37            | 9,07             |                  |
| Середній мінімум, °C                          | 3,76             | 4,30             | 7,01             | 13,01            | 16,88            | 20,29            | 21,02            | 21,21            | 18,62            | 13,79            | 8,40             | 4,10             |                  |
| Норма опадів, мм                              | 92               | 70               | 61               | 29               | 26               | 23               | 22               | 50               | 93               | 150              | 128              | 114              |                  |
| Середньомісячна швидкість вітру, м/с          | 2.05             | 2.48             | 2.47             | 2.45             | 2.40             | 2.69             | 2.66             | 2.19             | 2.00             | 1.90             | 1.95             | 2.03             |                  |
| Середньомісячна сонячна радіація, кДж/м²·день | 8312             | 10452            | 12532            | 15827            | 19880            | 21760            | 21676            | 18927            | 15431            | 12069            | 9612             | 7828             |                  |
| --------------------------------------------- | ---------------- | ---------------- | ---------------- | ---------------- | ---------------- | ---------------- | ---------------- | ---------------- | ---------------- | ---------------- | ---------------- | ---------------- | ---------------- |
| Джерело:                                      |                  |                  |                  |                  |                  |                  |                  |                  |                  |                  |                  |                  |                  |